# TOKYO★魔女ハウス
『TOKYO★魔女ハウス』（とうきょうまじょハウス）は、いわおかめめによる日本の少女漫画作品。

## 登場人物
星森よつば
7月3日生まれ。かに座でO型。 好きな物はガーデニング、ハーブティーで、将来の夢はお花屋さん。
赤月荒野
11月1日生まれ。さそり座でA型。好きな物は占いで、アンティークで、冒険小説。将来の夢はよつばを守るナイト。
グミ・アルフォーヌ
12月31日生まれ。やぎ座で、好きな物はお菓子で、将来の夢はプリンを山ほど食べること。

## トラブル少年おことわり!
2011年『ちゃおデラックス』夏の大増刊号で掲載された。

### 登場人物
こばと
ニッケル

## ストロベリーキス
2010年 『ちゃお』1月号で掲載された。

## ちょこっとチロル
2011年 『ちゃおデラックス』秋の大増刊号に掲載された。

### 登場人物
芽室白雪
本作の主人公。
杉谷くん
白雪のクラスメイト。
チロル

## 書誌情報
- いわおかめめ 『TOKYO★魔女ハウス』 小学館〈ちゃおコミックス〉、全1巻
  - 1巻、2017年12月27日発売[1]、ISBN 9784098700196